# Mark Boucher
Mark Verdon Boucher (ur. 3 grudnia 1976 w East London) — południowoafrykański krykiecista, występujący na pozycji wicket-keepera. Wielokrotny reprezentant kraju (lata 1997-2012), rekordzista świata w liczbie wyeliminowanych graczy w meczach testowych (555). Występował w południowoafrykańskich drużynach Border, Warriors i Cape Cobras oraz indyjskich Kolkata Knight Riders i Royal Challengers Bangalore.
W barwach RPA rozegrał 147 meczów testowych, 295 meczów jednodniowych i 25 meczów Twenty20.
W meczu RPA przeciwko Somerset (9 lipca 2012) został uderzony w lewe oko elementem rozbitej bramki. Poważny uraz, którego doznał w wyniku tego zdarzenia, zmusił go do ogłoszenia zakończenia kariery już następnego dnia.